# Rhomborhina castanea
Rhomborhina castanea är en skalbaggsart som beskrevs av Sakai 1997. Rhomborhina castanea ingår i släktet Rhomborhina och familjen Cetoniidae. Inga underarter finns listade i Catalogue of Life.